# Minicomputer

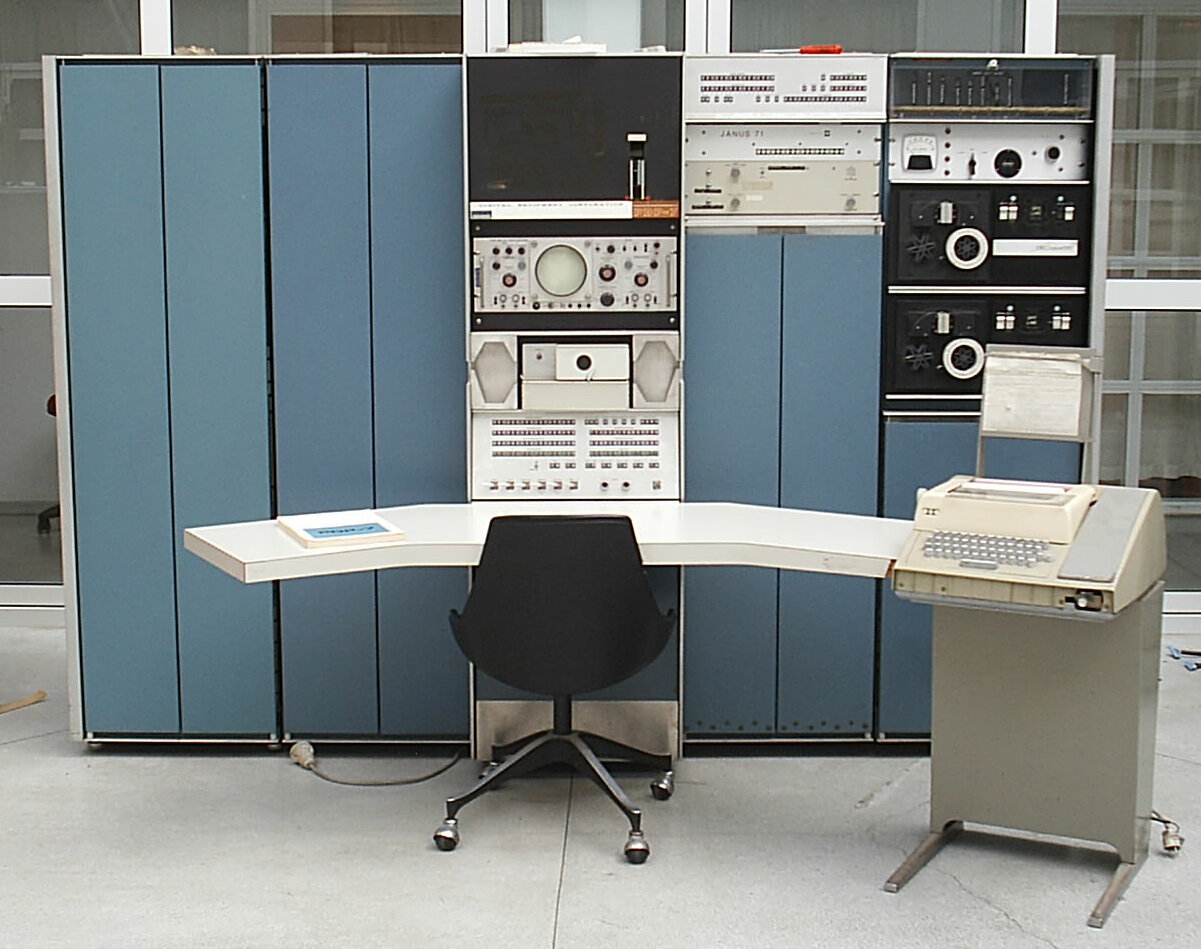
Il minicomputer PDP-7 della Digital Equipment Corporation

Un minicomputer si può definire come un computer con prezzo e prestazioni intermedi fra un mainframe e un microcomputer, solitamente inserito in una rete di trasmissione dati che permette l'accesso multiutente.

## Descrizione
I minicomputer sono apparsi nella seconda metà degli anni sessanta come terza generazione di calcolatori (ovvero, basati sui circuiti integrati). Il primo esemplare a raggiungere una certa fama fu il Data General Eclipse MV/8000 prodotto nel 1980; tuttavia con l'avvento dei microcomputer e dei PC e il loro costante progresso, il minicomputer in parte ha subito un processo di trasformazione, trasformandosi in workstation, cioè una versione di personal computer molto potente e con un'architettura fatta su misura per scopi professionali spesso con programmi e sistemi operativi proprietari.

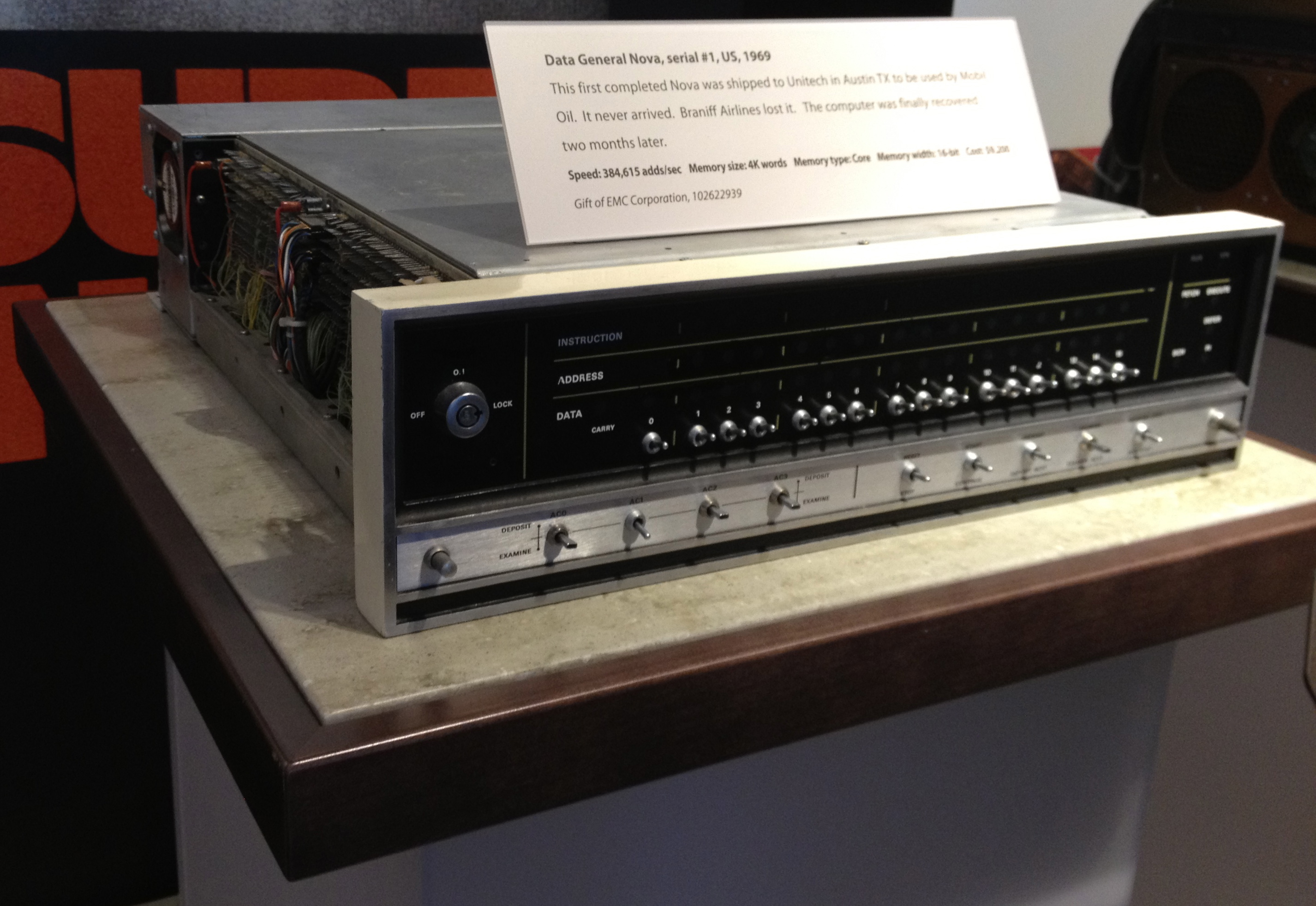
Il primo minicomputer a 16 bit (Data General Nova), oggi esposto al Computer History Museum

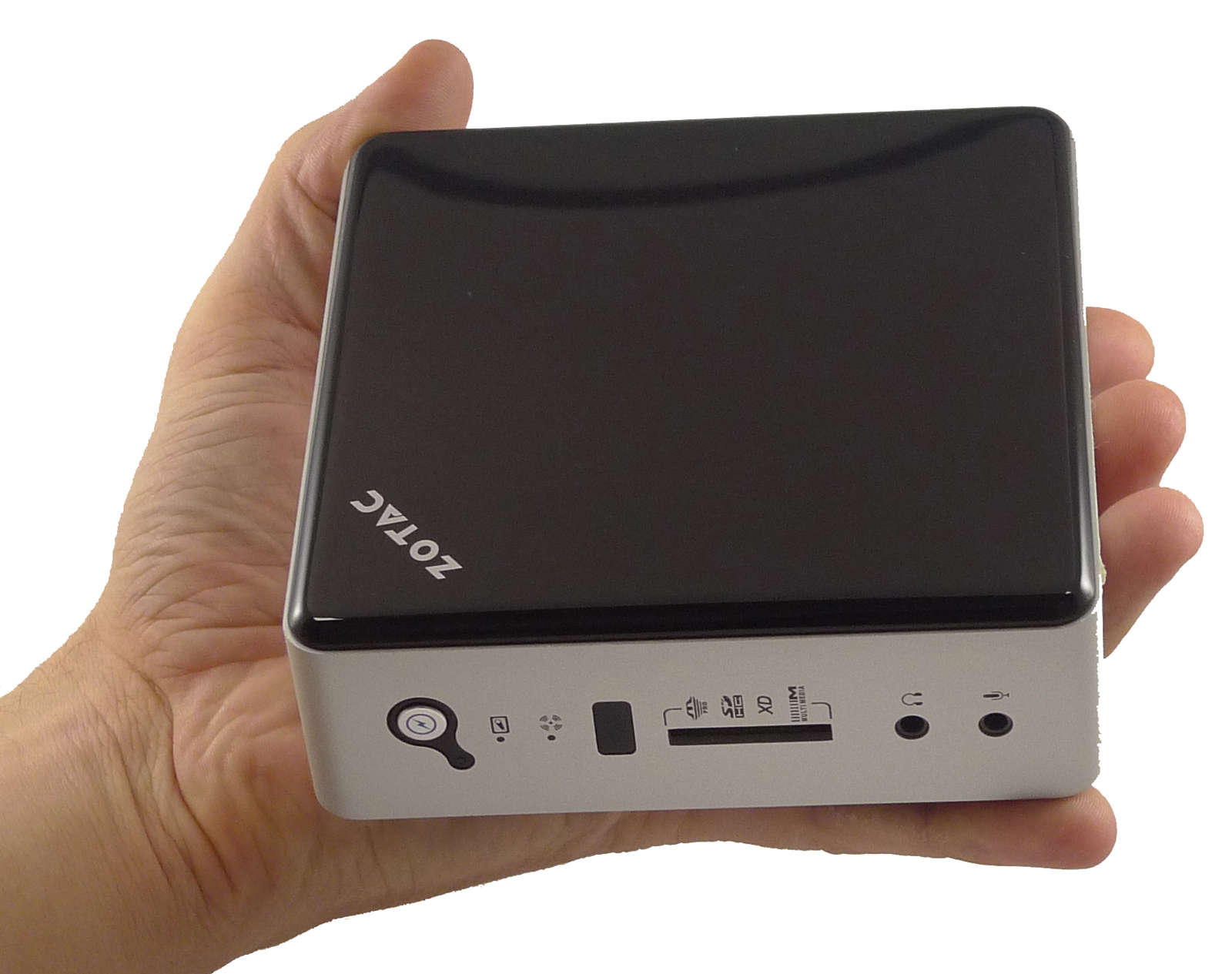
Mini PC moderno.

Attualmente l'idea di un computer di taglia intermedia tra il mainframe e il computer a singolo utente, oggi spesso denominati esplicitamente midrange systems, si ritrova nel ramo dei computer gestionali, dedicati all'elaborazione di dati aziendali e alla funzione di server, più che ad applicazioni scientifiche. Sistemi di questo tipo sono infatti ampiamente utilizzati come sistemi dipartimentali o per aziende medie o piccole (PMI).

### Caratteristiche
Erano molto più piccoli ed economici dei loro predecessori, anche se non avevano le stesse prestazioni. Ma ciò che importava era il fatto che avevano un costo sufficientemente basso da non dover essere ammortizzato in fretta. Ciò consentì un uso meno "irreggimentato" della macchina, più aperto alle sperimentazioni degli utenti e dei sistemisti. Molte innovazioni fondamentali dell'informatica moderna sono state concepite e sperimentate per la prima volta sui minicomputer: per esempio Unix, il linguaggio C, il mouse e le interfacce utente grafiche (GUI).

### Principali produttori
I principali produttori sono:
- DEC
- Hewlett-Packard
- Data General
- IBM
- Norsk Data
- Texas Instruments